# Refugi marítim

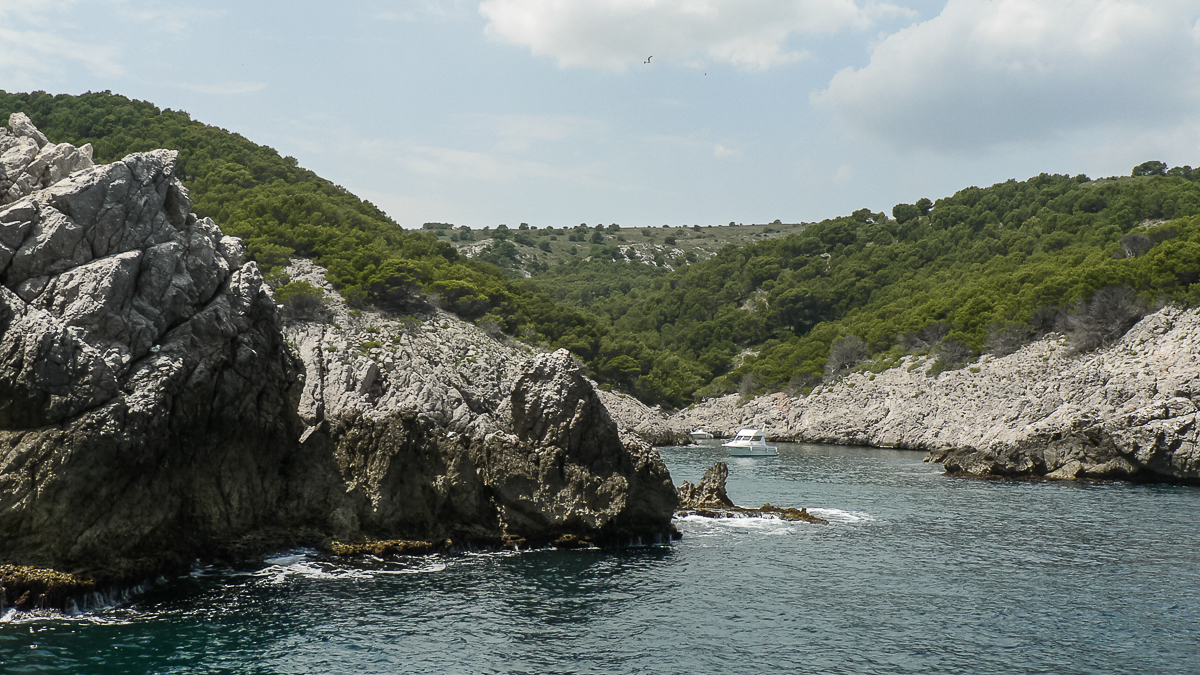
Cala Pedrosa és un refugi marítim natural de la Costa Brava.

Un refugi marítim (havre en francès o harbour en anglès) és una massa d'aigua protegida on poden ancorar vaixells, barques i barcasses.
Pot ser una cala o badia amb vistes al mar i que constitueix un ancoratge segur per als vaixells de pas davant les condicions del mar i del vent; o bé un port costaner natural més o menys tancat que ofereix un refugi segur per a les embarcacions per a que puguin amarrar. El sentit metafòric de refugi és més comú avui en dia (un refugi segur). El terme harbor en anglès s'utilitza sovint de manera intercanviable amb port, que és una instal·lació artificial construïda per a la càrrega i descàrrega de vaixells, i desembarcament i embarcament de passatgers. Els refugis solen incloure un o més ports. El Port d'Alexandria a Egipte és un exemple de refugi amb dos ports. Des de l'època de la marina de vela, els principals refugis van donar lloc a ports comercials, com ara Le Havre, Copenhaguen o New Haven, en l'etimologia encara testimonia aquest origen antic.
Els refugis poden ser naturals o artificials. Un refugi artificial es pot construir gràcies a una escullera, dics de mar, o espigons o també a través del dragatge, que requereix manteniment mitjançant un dragatge periòdic posterior. Un exemple de refugi artificial és Long Beach Harbor, Califòrnia, que va ser una sèrie de saladars i planes de marea massa poc profundes per als vaixells mercants moderns abans de ser dragats per primera vegada a principis del segle xx. En canvi, un refugi natural està envoltat per diversos costats per prominències de terra. Alguns exemples de refugis naturals inclouen Sydney Harbour, Austràlia i Trincomalee Harbour a Sri Lanka.

## Etimologia
El mot havre en francès ve de l'holandès mitjà haven que significa « port », segons la majoria de diccionaris etimològics.
No obstant això, aquest origen és discutit. De fet, les primeres atestacions de la paraula en un context normand o anglonormand no militen a favor de la hipòtesi holandesa, així com de la forma dialectal.hable Més aviat, és un préstec de l'antic escandinau hǫfn (genitiu de hafnar) o hafn o danés antic hafn (danès i noruec havn).

## Història
Per regla general, el refugi s'anomena zona d'aigua del port, directament adjacent a la zona d'atracament, on es realitzen la càrrega i descàrrega de vaixells, l'embarcament i el desembarcament de passatgers. També al refugi, els vaixells poden estar en un fondeig llarg al moll o amb l'àncora. Amb aquesta finalitat, hi ha habilitats llocs especials per a ancorar a la zona del refugi.
El refugi pot ser artificial o natural. Per a un refugi natural, sol ser un lloc ben protegit de les onades i del vent, envoltat per diversos costats de zones terrestres.
Alguns exemples destacats de refugis naturals són Sydney Harbour, Austràlia i Trincomalee Harbor a Sri Lanka.
En un refugi artificial normalment s'hi ha construït específicament una escullera, i el dragatge també s'utilitza en la construcció de refugis artificials. Els refugis naturals requereixen manteniment mitjançant mesures periòdiques de profunditat i, si cal, dragatges periòdics addicionals. Un exemple de refugi artificial és Long Beach Harbor, Califòrnia, EUA, que era una sèrie de salines i bancs de marea massa poc profunda per als vaixells mercants moderns. A principis del segle XX s'hi van fer treballs de dragatge.

## Refugis artificials
Els refugis artificials es construeixen sovint per utilitzar-los com a ports. El refugi artificial més antic conegut és el jaciment de l'Antic Egipte a Wadi al-Jarf, a la costa del Mar Roig, que té almenys 4.500 anys d'antiguitat (ca. 2600-2550 aC, regnat del rei Khufu). El refugi més gran creat artificialment és Jebel Ali a Dubai. Altres refugis artificials grans i concorreguts inclouen:
- Port de Houston, Texas, Estats Units;
- Port de Long Beach, Califòrnia, Estats Units;
- Port de Los Angeles a San Pedro, Califòrnia, Estats Units.
- Port de Rotterdam, Països Baixos;
- Port de Savannah, Geòrgia, Estats Units;

Els antics cartaginesos van construir refugis artificials fortificats anomenats cothon.

## Refugis naturals

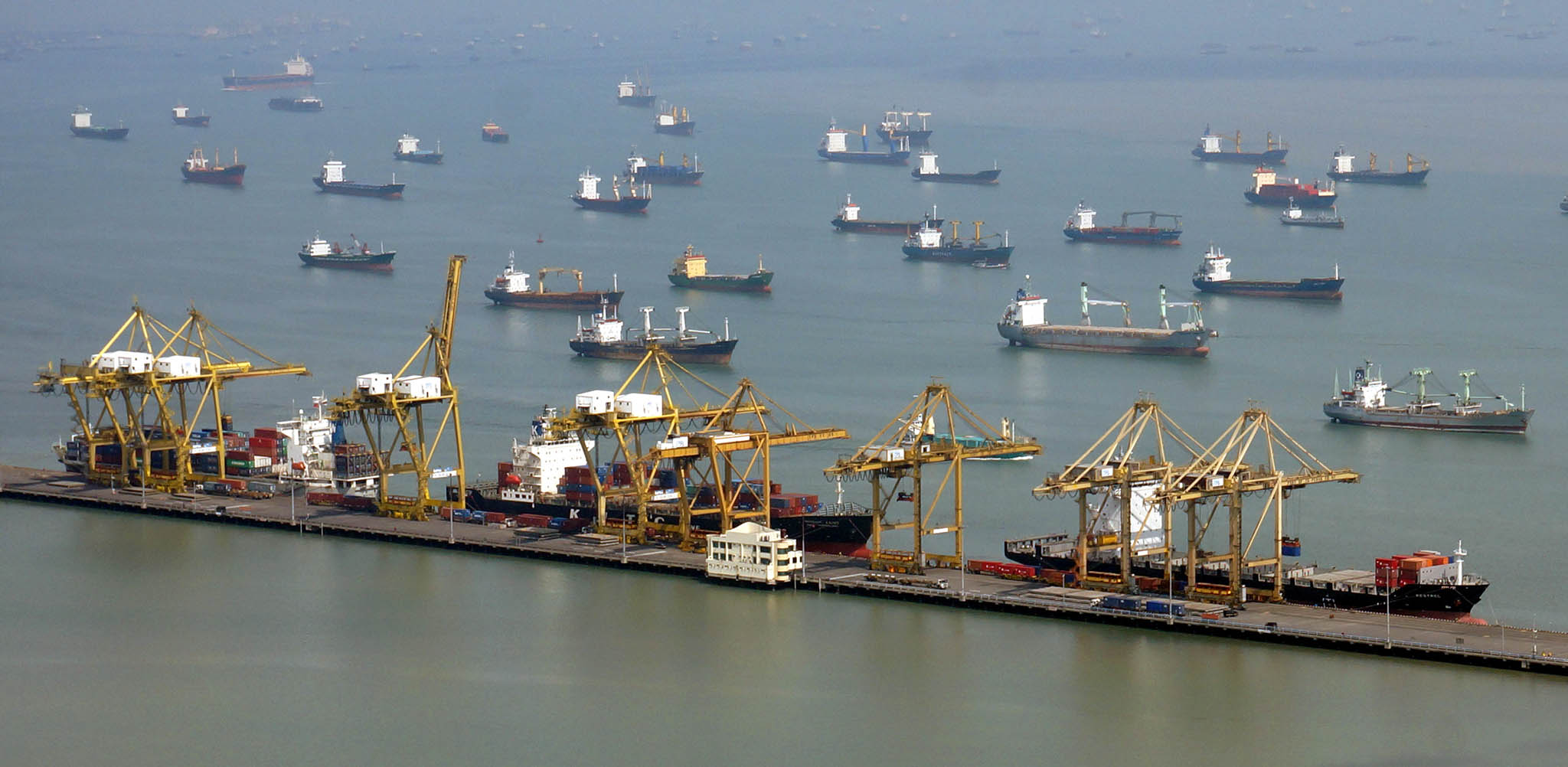
Tanjung Perak és un exemple famós de refugi natural a Indonèsia. La ubicació del refugi és a l'Estret de Madura.

Un refugi natural és una forma del relleu on una secció d'una massa d'aigua està protegida i prou profunda com per permetre l'ancoratge. Molts d'aquests ports són ries. Els refugis naturals han estat durant molt de temps d'importància per a l'estratègia naval i economia, i hi ha moltes grans ciutats del món. Tenir un refugi protegit redueix o elimina la necessitat d'esculleres, ja que donarà lloc a onades més tranquil·les a l'interior del port. Alguns exemples són:
- Estret de Bali, Indonèsia
- Berehaven Harbour, Irlanda
- Balikpapan Bay a East Kalimantan, Indonèsia
- Mumbai a Maharashtra, Índia
- Boston Harbor a Massachusetts, Estats Units
- Burrard Inlet a Vancouver, Colúmbia Britànica, el Canadà
- Cork Harbour, Irlanda
- Grand Harbour, Malta
- Badia de Guantánamo, Cuba
- Gulf of Paria, Trinidad i Tobago
- Halifax Harbour a Nova Scotia, el Canadà
- Hamilton Harbour a Ontario, el Canadà
- Killybegs al comtat de Donegal, Irlanda
- Kingston Harbour, Jamaica
- Marsamxett Harbour, Malta
- Milford Haven a Gal·les, Regne Unit
- New York Harbor als Estats Units
- Pago Pago Harbor a la Samoa Nord-americana
- Pearl Harbor a Hawaii, als Estats Units
- Poole Harbour a Anglaterra, Regne Unit
- Port Hercules, Principat de Mònaco
- Sydney Harbour a Austràlia, tècnicament una ria
- Tanjung Perak a Surabaya, Indonèsia
- Port de Tobruk, Líbia
- Presque Isle Bay a Pennsilvània, als Estats Units
- Prince William Sound a Alaska, als Estats Units
- Puget Sound a l'estat de Washington, als Estats Units
- Roadstead of Brest a Bretanya, França
- Badia de San Francisco a Califòrnia, als Estats Units
- Scapa Flow a Escòcia, Regne Unit
- Sept-Îles a Côte-Nord, a Quebec, Canadà
- Shelburne a Nova Escòcia, Canadà
- Subic Bay a Zambales, Filipines
- Tampa Bay a Florida, als Estats Units
- Trincomalee Harbour, Sri Lanka
- Tuticorin a Tamil Nadu, Índia
- Victoria Harbour a Hong Kong
- Visakhapatnam Harbour, Índia
- Vizhinjam a Trivandrum, Índia
- Waitemata Harbour a Auckland, Nova Zelanda
- Port de Zihuatanejo, Mèxic

## Refugis lliures de gel
Pels refugis prop dels pols, estar lliure de gel és un avantatge important, sobretot quan és durant tot l'any. Exemples d'aquests són:
- Hammerfest, Noruega
- Liinakhamari, Rússia
- Múrmansk, Rússia
- Nakhodka a la Badia de Nakhodka, Rússia
- Newcastle upon Tyne, Regne Unit
- Petxenga, Rússia
- Prince Rupert Harbour, Canadà
- Valdez, Estats Units
- Vardø, Noruega
- Port de Vostotxni, Rússia

El port més al sud del món, situat al Winter Quarters Bay de l'Antàrtida (77° 50′ Sud), de vegades està lliure de gel, depenent de les condicions de gel a la deriva a l'estiu.

## Refugis importants

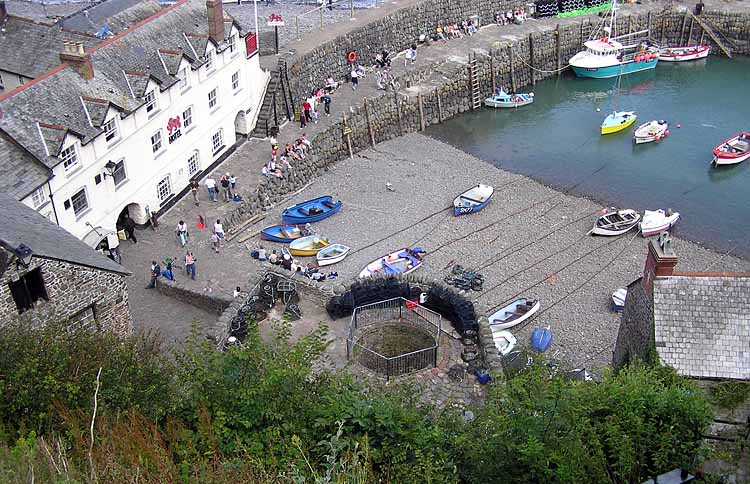
El petit port del poble de Clovelly, Devon, Anglaterra

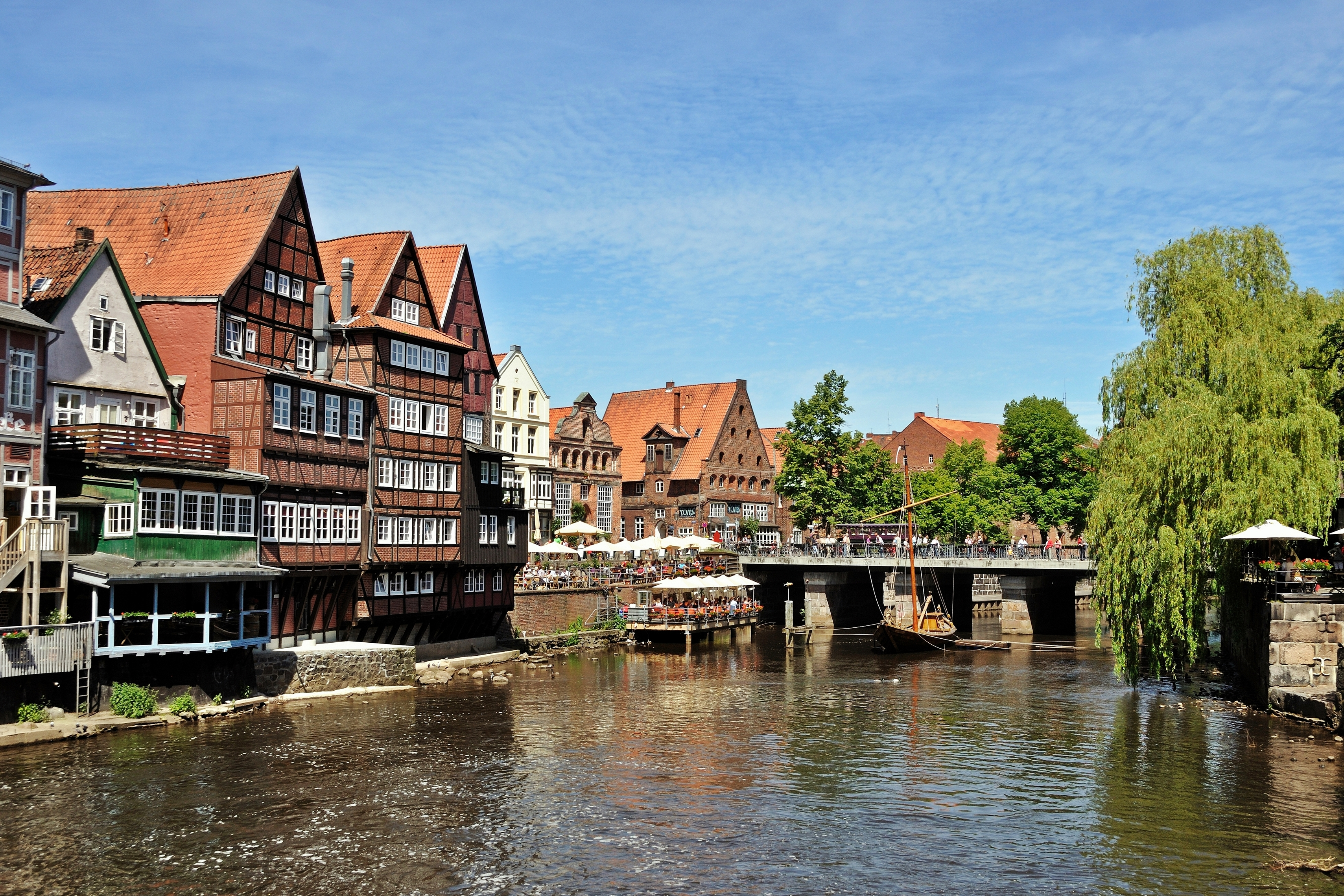
Port Vell a Lüneburg, Alemanya.

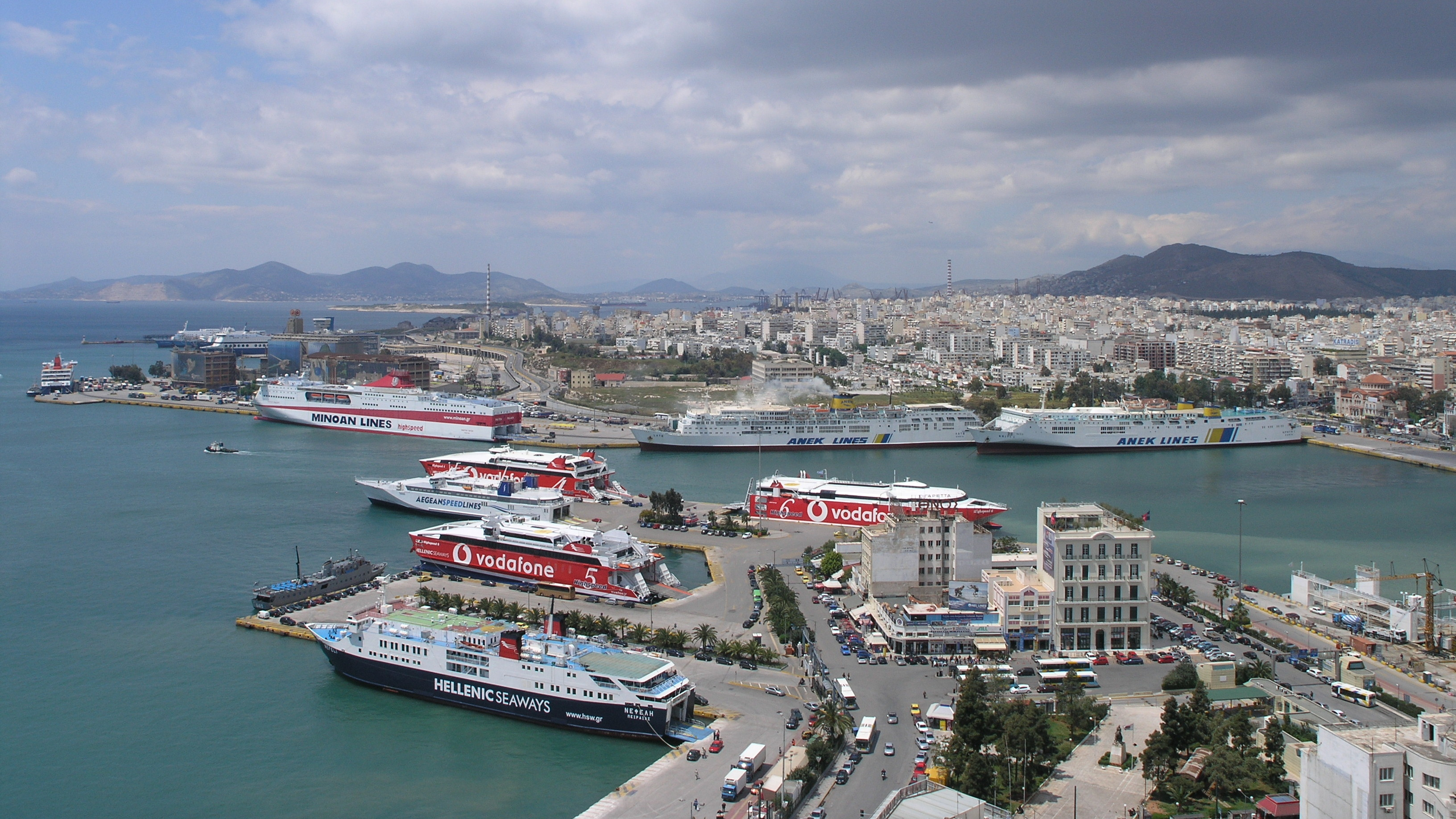
El port de El Pireu a Grècia.

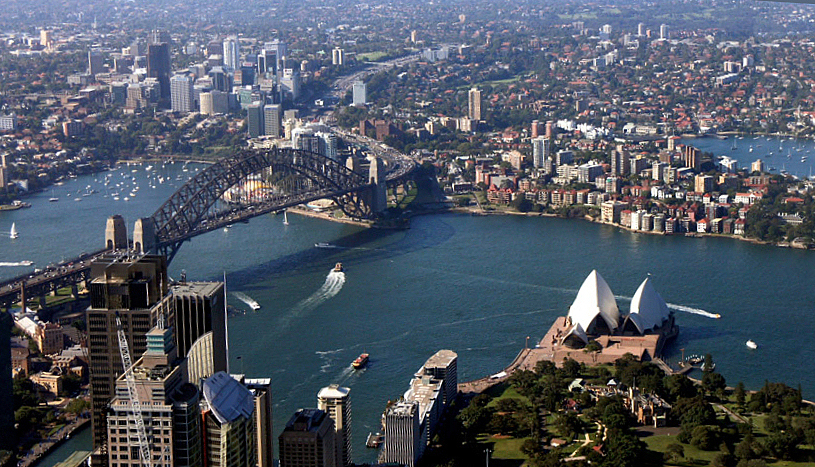
Port Jackson, Sydney.

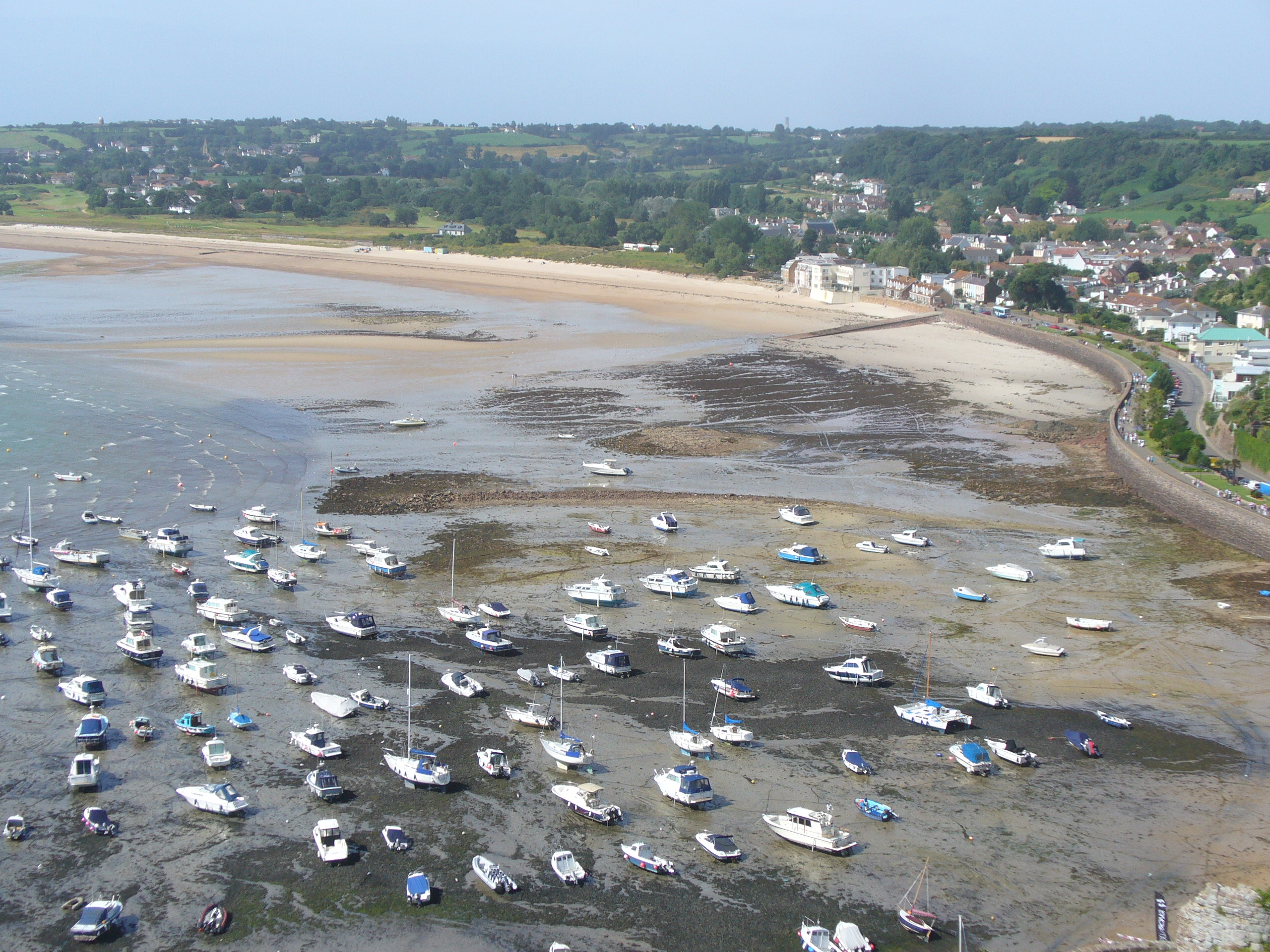
El port de Gorey, Jersey cau sec amb la marea baixa.

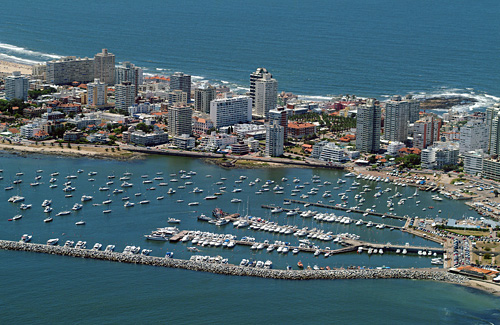
Refugi de Punta del Este – sobrenomenat el Monte Carlo de l'Amèrica del Sud

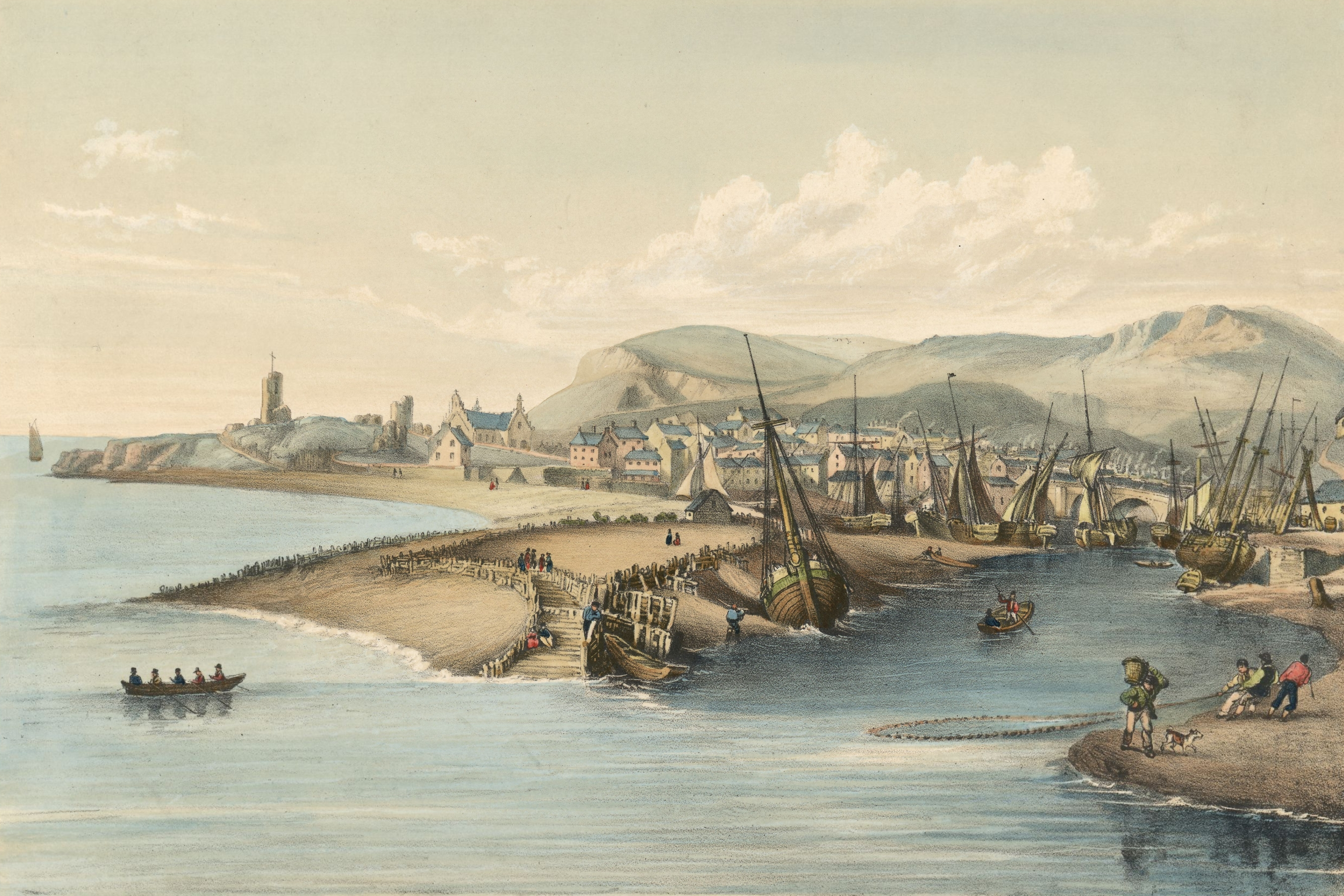
El port a Aberystwyth, pintat vora el 1850

Encara que el port més transitat del món és un títol impugnat, en 2017 el port més concorregut del món per tonatge de càrrega va ser el Port de Ningbo-Zhoushan.
Els següents són grans ports naturals:
- Algesires, Andalusia
- Amsterdam, Port d'Amsterdam, Països Baixos
- Anvers, Port d'Anvers, Flandes, Bèlgica
- Baltimore's Inner Harbor, Maryland, Estats Units
- Botwood, Newfoundland, Canadà
- Bremerhaven, Alemanya
- Buenos Aires, Argentina
- Busan, Corea del Sud
- Calabar, Nigèria
- Cartagena, Colòmbia
- Charleston, Carolina del Sud, Estats Units
- Chennai, Tamil Nadu, India
- Port de Chittagong, ciutat de Chittagong, Bangladesh
- Dniprò, Ucraïna
- Durban, Sud-àfrica
- Falmouth, Cornualla, Anglaterra, Regne Unit
- Freetown Harbour, Serra Leona
- Corn d'Or, Istanbul, Turquia[19]
- Gothenburg, Suècia
- Gwangyang, Corea del Sud
- Hai Phong Port, Haiphong, Vietnam
- Haifa, Israel
- Hakodate, Japó
- Halifax Harbour, Nova Escòcia, Canadà
- Port d'Hamburg, Alemanya
- Hampton Roads, Norfolk, Virgínia, Estats Units
- Havana Harbor
- Hèlsinki, Finlàndia
- Incheon, Corea del Sud
- Esmirna, Turquia
- Port de Jakarta (Tanjung Priok), Jakarta, Indonèsia
- Kaliningrad, Rússia
- Karachi, Sindh, Pakistan
- Kerch i Port Krym a Port Kavkaz, Rússia
- Kíev, Ucraïna
- Kingston, Jamaica
- Kobe Harbour, Kobe, Japó
- Port de Kolkata, Kolkata, West Bengal, Índia
- Port de Lisboa, Lisboa, Portugal
- Lushunkou, Dalian, Xina
- Maó, Menorca
- Badia de Manila, Filipines
- Maputo, Moçambic
- Milford Haven, Gal·les, Regne Unit
- Milwaukee, Wisconsin
- Montevideo, Uruguai
- Mumbai, Índia
- Nassau, Bahames
- New York Harbor, Estats Units
- Mikolaiv, Ucraïna
- Novorossiysk i Anapa, Rússia
- Odessa, Ucraïna
- Osaka, Japó
- Oslofjord i Oslo, Noruega
- Pärnu, Estonia
- Plymouth Sound, Devon, Anglaterra, Regne Unit
- Port de Portland, Casco Bay, Maine, Estats Units
- Port of Sevastopol, Sevastòpol, Crimea
- Port Phillip, Melbourne, Victòria, Austràlia
- Provincetown Harbor, Provincetown, Massachusetts, Estats Units
- Rio de Janeiro, Badia de Guanabara, Brasil
- Rostov del Don, Rússia
- Rotterdam, Port de Rotterdam, Països Baixos
- Salvador, Baía de Todos os Santos, Brasil
- San Antonio, Xile
- San Diego Bay, San Diego, Califòrnia, Estats Units
- Sant Petersburg, Rússia
- Sotxi i Adlersky City District, Rússia
- Estocolm, Suècia
- Tallin, Estònia
- Tanger-Med, Tànger, Marroc
- Tanjung Perak, Surabaya, Indonèsia
- Tauranga Harbour, Tauranga, Nova Zelanda
- Badia de Tòquio, Tòquio, Japó
- Trincomalee, Sri Lanka
- Tuticorin, Tamil Nadu, Índia
- Port de Tyne, Tyne & Wear, Regne Unit
- Ulsan, Corea del Sud
- Victoria & Esquimalt Harbours, Victoria, British Columbia, Canada

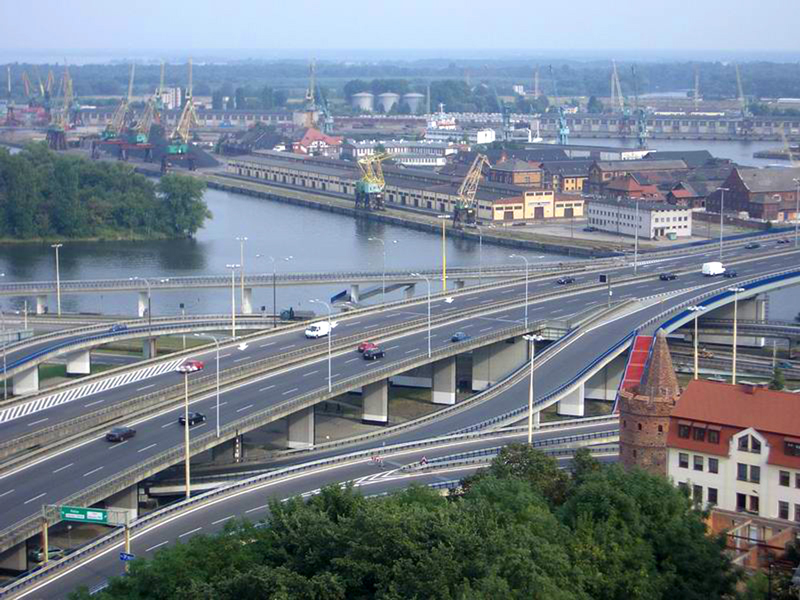
Port de Szczecin, Polònia

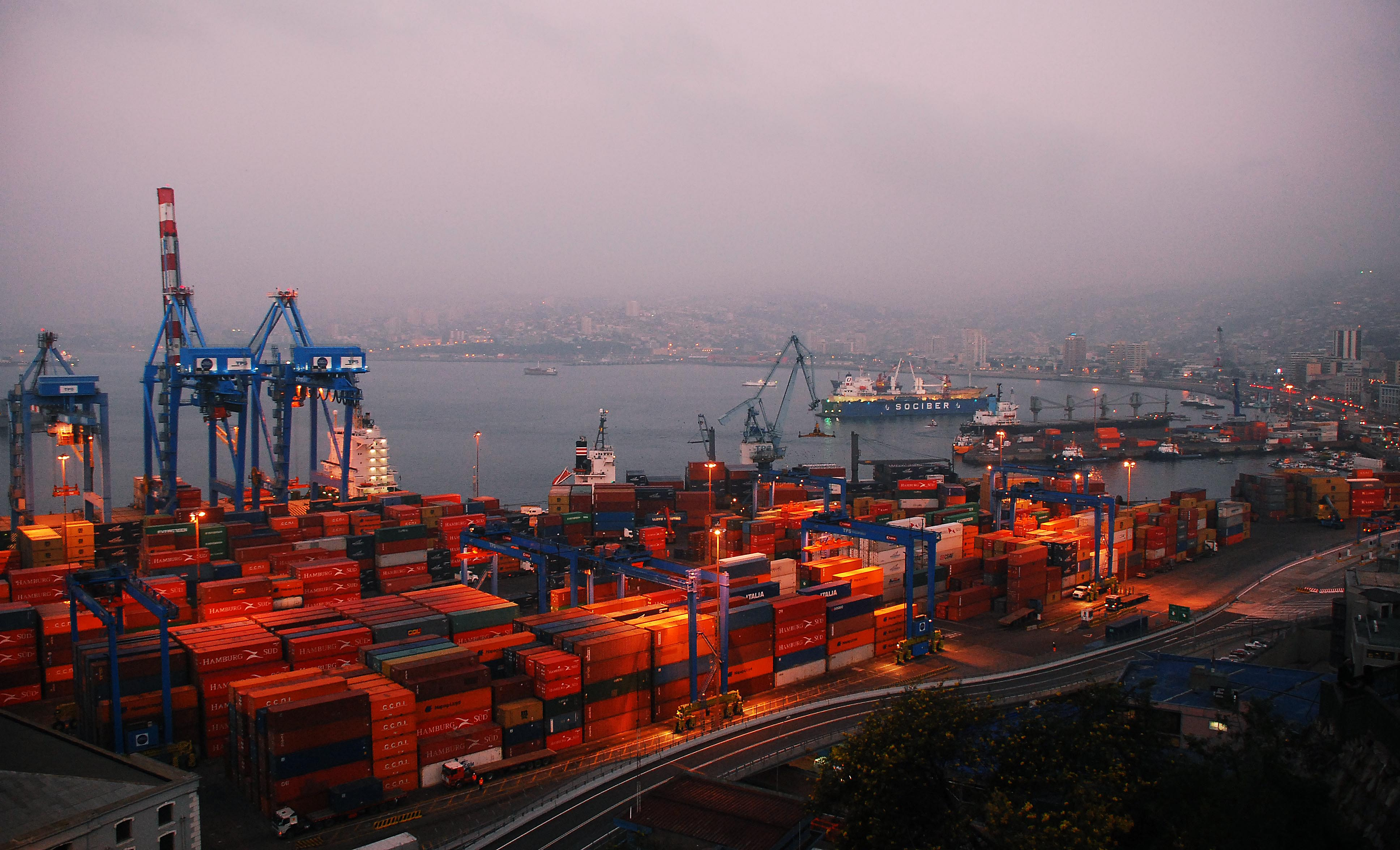
Valparaíso, Xile.

- Victoria Harbour (Hong Kong)
- Vizhinjam a Trivandrum, Índia
- Vladivostok, Rússia
- Vyborg, Rússia
- Willemstad, Curaçao
- Wellington Harbour, Nova Zelanda
- Yevpatoria, Rússia
- Zaporíjia, Ucraïna